# Emmanuel de Mitry
Emmanuel de Mitry, né le 20 juin 1892 à Nancy et décédé à  Paris le 10 mai 1983, est un chef d'entreprises français, membre de la Chambre de commerce et d'industrie de la Moselle. 

## Biographie

### Jeunesse et études
Emmanuel de Mitry suit des études à l'École libre des sciences politiques.

### Parcours professionnel
PDG des forges de Gueugnon de 1940 à 1972, il fait partie du premier conseil d'administration de l'IRSID, présidé par Henri Malcor. Il gère de 1949 à 1972 la société « Les petits-fils de François de Wendel et Cie ». Il préside la société de Wendel et Cie de 1952 à 1968. En 1968, il est président d'honneur de Wendel-Sidelor, résultant d'une fusion sous la pression du gouvernement et de la chambre syndicale de la sidérurgie présidée par Jacques Ferry.
Il est officier de la Légion d'honneur et commandeur de l'ordre national du Mérite.

## Famille
Fils du général de cavalerie Georges Marie Antoine de Mitry et de Marie-Thérèse de Gargan, petite-fille de Théodore de Gargan, et neveu du général de Mitry, Emmanuel de Mitry épouse le 1er mars 1926 dans le 9e arrondissement de Paris Marguerite de Wendel, fille de François de Wendel, décédée en 1976.
Père de dix enfants dont :
- Hélène (1927-2015), épouse de François Missoffe et mère de Françoise de Panafieu
- Yolande (1929-2024), épouse de Maurice Lombard de Buffières de Rambuteau
- Odette (1930-), épouse de Petros Buhayar Mavromichalis (1931-1986) ; propriétaire du château de Bétange
- François (1931-1948)
- Marie-Thérèse (1933-), épouse de Jean François-Poncet
- Madeleine (1934-)
- Jacqueline (1936-), épouse de Bernard Dupré
- Henri (1940-), marié avec Marguerite de Pérusse des Cars et remarié avec Catherine Collot
- Odile (1942-), épouse de Cyriaque d'Irumberry de Salaberry
- Nicolle (1945-2018), épouse de François-Pascal de Straschnov